# آلبرت سلادس
آلبرت سلادس لوپز (اسپانیایی: Albert Celades López‎؛ زادهٔ ۲۹ سپتامبر ۱۹۷۵) یک بازیکن سابق و مربی فوتبال اهل اسپانیا است.
وی همچنین در تیم ملی فوتبال اسپانیا بازی کرده‌است.